# 2003 în film
- 2002 în cinematografie — 2003 în cinematografie — 2004 în cinematografie

## Premiere românești
- Ce lume veselă, de Malvina Ursianu - IMDB
- 3 păzește, de Ovidiu Georgescu - IMDB
- Dulcea saună a morții, de Andrei Blaier - IMDB
- Ambasadori, căutăm patrie, de Mircea Daneliuc - IMDB
- Niki Ardelean, colonel în rezervă, de Lucian Pintilie - IMDB
- Maria, de Călin Peter Netzer - IMDB
- Examen, de Titus Muntean - IMDB
- Război în bucătărie, de Marius Barna - IMDB
- Tancul, de Andrei Enache - IMDB

Filme de televiziune
- Stele de... 5 stele (serial), de Silviu Jicman - IMDB

Filme de scurt metraj
- Stejarii verzi, de Ruxandra Zenide - IMDB
- Călătorie la oraș, de Corneliu Porumboiu - IMDB
- Poveste la scara "C", de Cristian Nemescu - IMDB

## Filmele cu cele mai mari încasări
| #   | Titlu                                                  | Studio                  | Încasări mondiale |
| --- | ------------------------------------------------------ | ----------------------- | ----------------- |
| 1.  | The Lord of the Rings: The Return of the King          | New Line                | $1,119,929,521    |
| 2.  | Finding Nemo                                           | Disney / Pixar          | $867,893,978      |
| 3.  | The Matrix Reloaded                                    | Warner Bros.            | $742,128,461      |
| 4.  | Pirates of the Caribbean: The Curse of the Black Pearl | Disney                  | $654,264,015      |
| 5.  | Bruce Almighty                                         | Universal               | $484,592,874      |
| 6.  | Ultimul samurai                                        | Warner Bros.            | $456,758,981      |
| 7.  | Terminator 3: Rise of the Machines                     | Warner Bros. / Columbia | $433,371,112      |
| 8.  | The Matrix Revolutions                                 | Warner Bros.            | $427,343,298      |
| 9.  | X2                                                     | Fox                     | $407,711,549      |
| 10. | Bad Boys II                                            | Columbia                | $273,339,556      |

## Premii

### Oscar
- Cel mai bun film: Stăpânul Inelelor: Întoarcerea Regelui
- Cel mai bun regizor: Peter Jackson
- Cel mai bun actor: Sean Penn
- Cea mai bună actriță: Charlize Theron
- Cel mai bun film străin: Invaziile barbare

Articol detaliat: Oscar 2003

### César
- Cel mai bun film: Pianistul
- Cel mai bun actor: Adrien Brody
- Cea mai bună actriță: Isabelle Carré
- Cel mai bun film străin: Bowling for Columbine

Articol detaliat: Césars 2003

### BAFTA
- Cel mai bun film: Stăpânul Inelelor: Întoarcerea Regelui
- Cel mai bun actor: Bill Murray
- Cea mai bună actriță: Scarlett Johansson
- Cel mai bun film străin: In This World

## Decese
- 12 iunie - Gregory Peck (n. 1916)